# مانکیبون
مانکیبون (به انگلیسی: Monkeybone) فیلمی محصول سال ۲۰۰۱ و به کارگردانی هنری سیلیک است. در این فیلم بازیگرانی همچون برندن فریزر، بریجیت فوندا، کریس کاتان، ووپی گلدبرگ، رز مک‌گوآن، جانکارلو اسپوزیتو، دیو فولی، مگان مولالی، لیسا زین، توماس هیدن چرچ، کلودت مینک، باب ادنکیرک، داگ جونز و جان تورتورو ایفای نقش کرده‌اند.